# کوبیلای سونمز
کوبیلای سونمز (انگلیسی: Kubilay Sönmez؛ زادهٔ ۱۷ ژوئن ۱۹۹۴) بازیکن فوتبال اهل آلمان است.
از باشگاه‌هایی که در آن بازی کرده‌است می‌توان به اشاره کرد.
وی همچنین در تیم‌های ملی فوتبال زیر ۲۰ سال ترکیه و زیر ۲۱ سال ترکیه بازی کرده‌است.